# کلاینایتینگن
کلاینایتینگن (به آلمانی: Kleinaitingen) یک شهر در آلمان است که در آوگسبورگ واقع شده‌است.